# Fausto Nicolini
Fausto Nicolini (Napoli, 20 gennaio 1879 – Napoli, 1º marzo 1965) è stato uno storico, scrittore e critico letterario italiano.

## Biografia
Figlio di Nicola e Rachele, nacque a Napoli nel 1879 e si dedicò agli studi giuridici e paleografici giungendo all'ispettorato dell'Archivio di Stato di Napoli. Nel 1903 conobbe Benedetto Croce con il quale strinse un importante sodalizio culturale che lo influenzerà per gran parte della sua attività di studioso dedito ai campi più disparati; fu per tre anni direttore della rivista Napoli nobilissima.
Dal 1910 al 1926 fu direttore della collana Scrittori d'Italia della casa editrice barese Laterza esercitando la sua opera di critico su alcuni letterati, in particolare Pietro Aretino, Giambattista Marino, Lorenzo Da Ponte.
Scrisse numerose opere su Giambattista Vico: da Bibliografia vichiana (1947) a La religiosità di G.B. Vico (1949), sino al volume pubblicato dopo la sua morte, Vico storico (1967).
Si occupò nei suoi studi anche di altri aspetti della vita napoletana, pubblicando ad esempio opere come Il presepe napoletano settecentesco (1956) o Sulla vera origine di Pulcinella (1956).
Nel 1962 pubblicò per la UTET una biografia di Benedetto Croce, a dieci anni dalla scomparsa del grande filosofo dell'Idealismo
Morì nel 1965 a Napoli nel palazzo di famiglia e alla sua memoria è dedicata una strada nel quartiere Mercato e anche una Scuola Media Statale situata in Via Sogliano nella zona dei Ponti Rossi.